# Robert Kendrick
Robert Bradley Kendrick (* 15. November 1979 in Fresno, Kalifornien) ist ein ehemaliger US-amerikanischer Tennisspieler.

## Karriere
Kendrick begann mit fünf Jahren mit dem Tennisspielen. Er absolvierte die High School Bullard High School in Fresno 1997, wo er mit dem Team die Section Championship im Jahr 1996 gewann.
Er studierte an der University of Washington und der Pepperdine University, wo er jeweils auch College Tennis spielte.
Er spielte ab 1999 auf der ATP World Tour und galt als einer der letzten Serve-and-Volley-Spieler. Seine höchsten Weltranglistenpositionen waren Rang 69 im Juli 2009 im Einzel und Rang 77 im Februar 2008 im Doppel. In seiner Karriere hat er knapp über 1,3 Mio. US-Dollar Preisgeld verdient. Zwar gewann er keinen Titel
Die größte Überraschung seiner Karriere erzielte Kendrick in Wimbledon, als er sich 2006 dort in der zweiten Runde dem damaligen Weltranglistenzweiten Rafael Nadal nur äußerst knapp in fünf Sätzen geschlagen geben musste. Dadurch erreichte er erstmals die Top 100 der Weltrangliste. Darüber hinaus gewann er seinen einzigen World-Tour-Titel in Newport. Mit seinem Partner Jürgen Melzer entschied er die Doppelkonkurrenz für sich.
In den Folgejahren konnte er sich einigermaßen auf der Profi-Tour etablieren, ehe er ab 2010 die meisten seiner Punkte aus Matches auf der ATP Challenger Tour bezog. Dort gewann er in seiner Karriere 19 Titel, davon 10 im Einzel.
Bei den French Open wurde Kendrick 2011 positiv auf das Dopingmittel Methylhexanamin getestet und daraufhin von der ITF für ein Jahr gesperrt. Kendrick, der das Mittel nach eigener Aussage lediglich zur Bekämpfung von Jetlag genommen hatte, zog daraufhin vor den CAS, um die Sperre auf drei Monate zu verkürzen. Er erreichte eine Reduzierung der Strafe auf acht Monate. Damit war er 2011 bei den US Open jedoch immer noch nicht startberechtigt.
Er beendete 2012 seine Karriere, kehrte aber 2013 sowie 2014 noch jeweils einmal für ein Match auf die Tour zurück. Seinen letzten Auftritt hatte er im März 2014 beim Masters-Turnier in Indian Wells in der Qualifikation.

## Erfolge
| Legende (Anzahl der Siege)                       |
| Grand Slam                                       |
| Tennis Masters Cup ATP World Tour Finals         |
| ATP Masters Series ATP World Tour Masters 1000   |
| ATP International Series Gold ATP World Tour 500 |
| ATP International Series ATP World Tour 250 (1)  |
| ATP Challenger Tour (19)                         |

| ATP-Titel nach Belag |
| Hartplatz (0)        |
| Sand (0)             |
| Rasen (1)            |

### Einzel

#### Turniersiege
| Nr. | Datum              | Turnier         | Belag         | Finalgegner       | Ergebnis       |
| --- | ------------------ | --------------- | ------------- | ----------------- | -------------- |
| 1.  | 29. September 2002 | Tulsa           | Hartplatz     | Daniel Melo       | 6:3, 6:3       |
| 2.  | 10. Oktober 2004   | Austin          | Hartplatz     | Wesley Whitehouse | 7:5, 6:72, 6:2 |
| 3.  | 20. Mai 2006       | Forest Hills    | Sand          | Cecil Mamiit      | 6:2, 6:2       |
| 4.  | 26. November 2006  | Puebla          | Hartplatz     | Leonardo Mayer    | 7:5, 6:4       |
| 5.  | 10. Februar 2007   | Dallas          | Hartplatz (i) | Benedikt Dorsch   | 6:3, 6:4       |
| 6.  | 21. Oktober 2007   | Calabasas       | Hartplatz     | Donald Young      | 3:6, 7:64, 6:4 |
| 7.  | 24. November 2007  | Knoxville       | Hartplatz (i) | Kevin Kim         | 3:6, 6:2, 6:4  |
| 8.  | 2. November 2008   | Louisville      | Hartplatz (i) | Donald Young      | 6:1, 6:1       |
| 9.  | 8. November 2008   | Nashville       | Hartplatz (i) | Somdev Devvarman  | 6:3, 7:5       |
| 10. | 7. November 2010   | Charlottesville | Hartplatz (i) | Michael Shabaz    | 6:2, 6:3       |

### Doppel

#### Turniersiege

##### ATP World  Tour
| Nr. | Datum         | Turnier | Belag | Partner       | Finalgegner                   | Ergebnis  |
| --- | ------------- | ------- | ----- | ------------- | ----------------------------- | --------- |
| 1.  | 16. Juli 2006 | Newport | Rasen | Jürgen Melzer | Justin Gimelstob Jeff Coetzee | 7:63, 6:0 |

##### ATP Challenger Tour
| Nr. | Datum            | Turnier         | Belag         | Partner            | Finalgegner                         | Ergebnis         |
| --- | ---------------- | --------------- | ------------- | ------------------ | ----------------------------------- | ---------------- |
| 1.  | 21. Juli 2001    | Aptos           | Hartplatz     | Brandon Hawk       | Kelly Gullett Gavin Sontag          | 7:5, 7:5         |
| 2.  | 13. Oktober 2001 | Kerrville       | Hartplatz     | Brandon Hawk       | Mardy Fish Jeff Morrison            | 6:3, 6:77, 6:3   |
| 3.  | 26. Oktober 2002 | San Antonio     | Hartplatz     | Diego Ayala        | Hugo Armando Dušan Vemić            | 6:2, 6:4         |
| 4.  | 25. Januar 2003  | Waikoloa        | Hartplatz     | Diego Ayala        | Levar Harper-Griffith Alex Kim      | 4:6, 7:62, 6:2   |
| 5.  | 19. April 2003   | Bermuda         | Sand          | Mark Merklein      | Ashley Fisher Andrew Kratzmann      | 6:3, 3:1 aufgg.  |
| 6.  | 21. Oktober 2006 | Calabasas       | Hartplatz     | Cecil Mamiit       | Harel Levy Sam Warburg              | 5:7, 6:4, [10:5] |
| 7.  | 13. Oktober 2007 | Sacramento      | Hartplatz     | Brian Wilson       | John Paul Fruttero Sam Warburg      | 7:5, 7:68        |
| 8.  | 16. Oktober 2010 | Tiburon         | Hartplatz     | Travis Rettenmaier | Ryler DeHeart Pierre-Ludovic Duclos | 6:1, 6:4         |
| 9.  | 6. November 2010 | Charlottesville | Hartplatz (i) | Donald Young       | Ryler DeHeart Pierre-Ludovic Duclos | 7:65, 7:63       |

#### Finalteilnahmen
| Nr. | Datum            | Turnier  | Belag         | Partner        | Finalgegner                         | Ergebnis      |
| --- | ---------------- | -------- | ------------- | -------------- | ----------------------------------- | ------------- |
| 1.  | 16. Februar 2003 | San José | Hartplatz (i) | Paul Goldstein | Lee Hyung-taik Uladsimir Waltschkou | 5:7, 6:4, 3:6 |